# Angels of Venice
Angels of Venice ist eine von Carol Tatum gegründete Band und produziert Musik im Bereich der New-Age-Musik.

## Carol Tatum
Carol Tatum stammt aus Dallas, Texas und spielt seit ihrem siebten Lebensjahr Saiteninstrumente. Mit ihren Aufnahme- und Live-Erfahrungen ist sie erste Songschreiberin, Arrangeurin und Produzentin. Zudem ist sie Co-Autorin der Songtexte der Rock-Gruppe Kingdom Come auf beiden PolyGram und Warner Bros. deutscher Etiketten. Veröffentlicht im Juli 1998, wurde das von Windham Hill’s veröffentlichte Album The Renaissance Album eine Darstellung von Carol Tatum des frühen 14. Jahrhunderts. Bei Angels in Venice ist sie für die Harfe, Mandoline, Irische Bouzouki und das Hackbrett zuständig. Carol Tatum wird als temperamentvoll und risikofreudig beschreiben. In ihrer Freizeit beschäftigt sie sich mit dem 12. und 13. Jahrhundert der europäischen Geschichte. Sie wohnt in Glendale, Kalifornien, USA.

## Christopher Pellani
Christopher Pellani ist der Schlagzeuger. Er brachte ein selbst produziertes Album raus: Soundscape Pyramiden, Die Rückkehr (1995). Er hat Rock, R&B und World Beat-Musik mit einer Vielfalt von Künstlern gespielt. Er wurde als einer von zehn herausragenden Drummer vom BAM-Magazin im November 1993 Artikel zum Thema Drumming Unsung Heroes of Los Angeles ausgezeichnet und nahm am nationalen Finale des Long Beach Blues Festival 1993 teil. Pellani war der erste westliche Schlagzeuger, der ein Konzert in Hanoi, Vietnam mit der Veteran-Rockgruppe Air Supply im Januar 1997 spielte. In Angels of Venice ist er für die Perkussion zuständig. In seiner Freizeit unterrichtet Pellani Perkussion und Schlagzeug und engagiert sich in der Musiktherapie. Er lebt in Venice Beach, Kalifornien, USA.

## Cathy Biagini
Biagini führt das Santa Barbara Chamber-Orchester, die Santa Barbara Symphonie und die Redlands Symphonie. Aufnahmen waren die Angels of Venice, The Winans, Santa Barbara Symphonie und dem neuen Disneyland California Adventure Theme Park. Bevor sie nach Los Angeles kam, war sie sechs Saisons Cellistin für die Savannah Symphonie. Aufgrund dieser Position war sie Assistentin des  Nordwest Chamber Orchester in Seattle. Biagini trat in Nordamerika und Europa auf. Sie hatte mehrere Solo-Auftritte mit der Savannah Symphonie und dem Hilton Head Chamber Orchester. Sie erhielt einen Bachelor of Music an der Universität von Washington. Sie hat auch einen Bachelor in der Wissenschaft für klinische Diätetik. In Angels of Venice ist sie für das Cello zuständig. Biagini lebt mit ihrem Mann und den zwei Kindern in La Crescenta, Kalifornien.

## Susan Craig Winsberg
Die Flötistin Susan Craig Winsberg wurde in Chicago geboren und begann Musik im Alter von fünf Jahren. Ihr erstes Instrument war das Klavier, mit zehn Jahren entdeckte sie die Flöte, die bald ihr Instrument der ersten Wahl wurde. Mit sechzehn gewann sie u. a. den Chicago Symphony Auditions für die Jugend und erhielt ein Solo-Performance mit dem Chicago Symphony Orchestra. Winsberg begann ihre College-Karriere an der Northwestern University, studierte Flöte mit Walfrid Kujala des Chicago Symphony, ging dann nach Kalifornien, wo sie ihrer Bachelor of Music und Master of Arts in Grad Flöte Performance von der San José State University unter der Aufsicht von Isabelle Chapuis Starr des Pariser Konservatoriums erhielt. Sie lernte in den Vereinigten Staaten, Europa und in Kanada. Susan Craig Winsberg lebt in Los Angeles, als freie Künstlerin, Lehrerin, Komponistin, Arrangeurin und Aufnahmekünstlerin.

## Diskographie
- Angels of Venice – Music For Harp, Flute and Cello (1994)
- Angels of Venice – Awake Inside a Dream (1996; Europa - Accession Records, 2002)
- Angels of Venice – Angels of Venice (1999)
- Carol Tatum – Music for Harp (2001)
- Angels of Venice – Sanctus (2003)
- Carol Tatum – Ancient Delirium (2009)